# Róża Wersalu
Róża Wersalu (jap. ベルサイユのばら Berusaiyu no bara) – historyczna manga autorstwa Riyoko Ikedy z 1972 roku. Na jej podstawie Toei Animation stworzyło w 1979 roku anime. Akcja serii toczy się przed i w trakcie Rewolucji francuskiej.
W Polsce seria została zlicencjonowana przez wydawnictwo Japonica Polonica Fantastica w cyklu wydawniczym Mega Manga. 
W 1994 roku, Crossfilm oraz RTM Video rozpoczęli dystrybucję serialu na kasetach VHS, każda z trzema odcinkami. Od 6 maja 2023, 2x2 TV nadaje serial w telewizji.

## Fabuła
Główną bohaterką serii jest Oscar François de Jarjayes, córka francuskiego generała. Dziewczynka została wychowana jak chłopiec, gdyż w rodzinie brakowało męskiego potomka. Od dzieciństwa uczyła się fechtunku, strzelania z łuku i jazdy konnej, w wieku czternastu lat nie dorównywał jej już żaden mężczyzna. W Europie panuje chaos, więc Francja i Austria postanawiają zawrzeć przymierze. Właśnie wtedy Oscar otrzymuje pierwsze zadanie – chronić Marię Antoninę, przybyłą do Francji w celu zawarcia małżeństwa z księciem Ludwikiem XVI. Młoda delfina jest rówieśniczką bohaterki, jednak cechuje ją znacznie mniejsza dojrzałość, rozsądek oraz odpowiedzialność. Początkowo poddani są oczarowani piękną i wesołą dziewczyną – z wyjątkiem Madame du Barry. Ta z niechęcią spogląda na perspektywy oddania najwyższej pozycji na dworze nastolatce. Rozpoczyna się zażarta walka między austriacką księżniczką a kochanką Ludwika XV, w konflikt zostaje wpleciona też Oscar oraz jej matka. Mija niewiele czasu i tłum poznaje prawdziwe oblicze du Barry. Zostaje wygnana z Wersalu.
Z chwilą objęcia tronu Maria Antonina zaczyna trwonić pieniądze, nie przejmując się losem poddanych Często odwołuje audiencje i spotkania z ważnymi osobistościami, a w miejsce tego organizuje wystawne bale i uczty, zakochując się w międzyczasie w szwedzkim arystokracie imieniem Axel von Fersen. Francja pogrąża się w coraz większym ubóstwie. Oscar obserwuje nędzne warunki życia Francji, niewiele jest jednak w stanie zdziałać. Państwo cierpi głód i niedostatek, rosną ceny chleba i mięsa. W skrajnie trudnych warunkach żyje pewna chora wdowa wraz z dwiema córkami, gderliwą i nieżyczliwą Jeanne oraz pracowitą, miłą i zaradną Rosalie. Gdy ceny żywności znów się rosną, stara się o pracę w zakładzie krawieckim, jednak nikt jej nie chce przyjąć. Spotyka pannę Jarjayes, która daruje jej trochę pieniędzy.
Mija kilkanaście lat. Wśród stanu trzeciego rozpoczynają się strajki. Przedstawiciele pospólstwa coraz częściej napadają na podróżujących, włamują się do ich posiadłości, okradają i mordują. Domagają się w ten sposób lepszych warunków życia, żywności, lekarstw oraz praw wyborczych. Choć wiadomo już o konieczności przeprowadzenia reform w państwie, para królewska, nie chcąc się zrzec władzy, postanawia wprowadzić wojsko na ulice miasta i strzelać do zwykłych obywateli. Trzydziestotrzyletnia pułkownik buntuje się przeciwko rodzinie monarszej. Zrzeka się rangi i tytułu dowódcy wojskowego, ale jej towarzysze broni pozostają lojalni – teraz dobrowolnie walczą z Jarjayes ramię w ramię. Wśród tłumu powstańców Oscar spotyka Rosalie, która nie mogąc znieść złego traktowania, uciekła z dworu Polignaców, a potem wyszła za mąż za uczonego Bernarda Chatelet, jednego z największych zwolenników ideologii powstańczej. Walki na ulicach stają się codziennością we Francji. Podczas jednej z nich ginie Andre. Pogrążona w rozpaczy Oscar rusza z tłumem na Bastylię, niedługo potem tracąc życie.
Maria Antonina wraz z Ludwikiem XVI muszą uciekać do Brukseli. Jednak para królewska zostaje złapana i osadzona w Temple. Zapada wyrok śmierci. Najpierw stracony na gilotynie zostaje król, kilka dni potem to samo spotyka jego syna. Osamotniona, rozpaczająca królowa w przeddzień własnej śmierci pisze list do rodziny Wiedniu, w którym wylewa swoje bóle i troski. Kilka godzin przed egzekucją odwiedza ją Rosalie, razem wspominają córkę generała Jarjayes.
Po tragicznej śmierci ukochanej Axel von Fersen powraca do ojczyzny. Dziesięć lat później ginie z ręki własnego ludu.

## Manga
| Nr | Data wydania (język japoński) | ISBN (język japoński) |
| -- | ----------------------------- | --------------------- |
| 1  | 25 października 1972          | ISBN 4-08-850106-3    |
| 2  | 25 listopada 1972             | ISBN 4-08-850108-X    |
| 3  | 24 marca 1973                 | ISBN 4-08-850116-0    |
| 4  | 25 lipca 1973                 | ISBN 4-08-850124-1    |
| 5  | 25 września 1973              | ISBN 4-08-850131-4    |
| 6  | 25 listopada 1973             | ISBN 4-08-850108-X    |
| 7  | 25 stycznia 1974              | ISBN 4-08-850142-X    |
| 8  | 25 lutego 1974                | ISBN 4-08-850145-4    |
| 9  | 25 marca 1974                 | ISBN 4-08-850148-9    |
| 10 | 25 kwietnia 1974              | ISBN 4-08-850151-9    |

### Kontynuacja
| Nr | Data wydania (język japoński) | ISBN (język japoński)  |
| -- | ----------------------------- | ---------------------- |
| 11 | 25 sierpnia 2014              | ISBN 978-4-08-845251-7 |
| 12 | 24 lipca 2015                 | ISBN 978-4-08-845409-2 |
| 13 | 25 stycznia 2017              | ISBN 978-4-08-845701-7 |
| 14 | 23 marca 2018                 | ISBN 978-4-08-844002-6 |

## Anime
W 1979 roku powstało liczące 40 odcinków anime, znane w USA i Europie pod tytułem Lady Oscar. Reżyserem został Tadao Nagahama (odcinki 1-18) oraz Osamu Dezaki (odcinki 19-40). Za ścieżkę dźwiękową odpowiedzialny był Kōji Makaino.
Bohaterowie:
- Oscar François de Jarjayes – główna bohaterka mangi i anime, piękna blondynka o niebieskich oczach. Pomimo bycia dziewczyną, została wychowana jako mężczyzna, uczyła się jazdy konnej, strzelectwa i fechtunku. Zamiast sukienek nosi mundur gwardii królewskiej. Wszyscy cenią ją za dobroć i szlachetność.
- André Grandier – przystojny, brązowowłosy młodzieniec, opiekujący się końmi w stajni rodziny Jarjayes. Jest towarzyszem i przyjacielem Oscar, zakochanym w niej bez pamięci. Ginie postrzelony z pistoletu w serce, gdy razem z ukochaną staje po stronie rewolucjonistów.
- Maria Antonina – radosna i beztroska księżniczka, córka cesarzowej Marii Teresy Habsburg. Aby zawrzeć przymierze między Austrią a Francją, musiała zostać żoną Ludwika XVI, mając jedynie czternaście lat. Początkowo uwielbiali ją niemal wszyscy Francuzi, oczarowani jej wdziękiem i urodą, stopniowo jednak fascynacja Marią Antoniną opadała. Jako królowa często odwoływała audiencje, rozmowy i debaty z urzędnikami, a w miejsce tego organizowała wystawne bale, uczty, zamawiała coraz to kosztowniejsze stroje, nie interesował ją los poddanych. Jest blondwłosą panienką o zgrabnej figurze, wesołą i towarzyską, lecz także nieodpowiedzialną, rozrzutną, mało dojrzałą.
- Axel von Fersen – szwedzki arystokrata, kochanek Marii Antoniny.
- Rosalie Lamorlière – adoptowana córka ubogiej wdowej. Zaradna, troskliwa i życzliwa, w niczym nie przypomina swojej przyrodniej siostry. Gdy rosną ceny chleba i mięsa, desperacko szuka zarobku. Ostatecznie zostaje przyjęta do pracy w kuchni. Entuzjazm dziewczyny przeradza się w cierpienie, bo tego samego dnia jej matka ginie, przypadkiem potrącona przez powóz księżnej Polignac. Przed śmiercią kobieta wyjawia córce, iż nie łączy ich w rzeczywistości żadne pokrewieństwo, a prawdziwą matką Rosalie jest szlachcianka Martine Gabrielle. Rosalie postanawia ją odszukać; doznaje szoku, bo okazuje się, że Martine Gabrielle i książna Polignac to ta sama osoba. Wychodzi za mąż za Bernarda Chatelet, dołącza do rewolucjonistów. Bierze udział w licznych powstaniach.
- Madame du Barry – piękna kobieta przebywająca od wielu lat na dworze w Wersalu urodzona w szlacheckiej rodzinie. Była prostytutką i kochanką króla Ludwika XV. Z chwilą, gdy Maria Antonina przyjechała do Francji, stały się dla siebie nawzajem wrogami. Młoda królowa nie chciała z nią rozmawiać twierdząc, że do pałacu jej matki kurtyzany nie miały wstępu.
- Yolande Martine Gabrielle de Polastron, księżna Polignac – utalentowana śpiewaczka, ma córkę Charlotte. Gdy pojawiła się w Wersalu, zaprzyjaźniła z oczarowaną jej głosem królową. To ona odpowiada za śmierć przybranej matki Rosalie i Jeanne. Nienawidzi Oscar.
- Maria Teresa Habsburg – matka Marii Antoniny, cesarzowa Austrii. Przeprowadziła wiele reform w kraju, za jej panowania kwitła gospodarka, dbała o byt i wykształcenie obywateli. Ubolewała nad rozrzutnością najmłodszej córki. Wielokrotnie wysyła listy z napomnieniem, ale ta wciąż trwoni pieniądze na kosztowne stroje.
- Jeanne – przybrana siostra Rosalie. Zła, nieuprzejma i kapryśna dziewczyna, nie zależy jej na nikim. Uciekła z domu i podstępem stała się bogatą dziedziczką, najpierw zdobywając zaufanie pewnej hrabiny, a potem doprowadzając do jej śmierci.
- Bernard Chatelet – dziennikarz i przeciwnik monarchii, późniejszy mąż Rosalie.
- Charlotte – córka księżnej Polignac, wielbicielka Oscar. W wieku jedenastu lat została zmuszona przez matkę do zawarcia małżeństwa z czterdziestoletnim hrabią. Zrozpaczona dziewczynka popełnia samobójstwo (w mandze rzuca się ze schodów, w anime skacze z wieży).

## Obsada
- Lady Oscar – Reiko Tajima
- Maria Antonina Austriaczka – Miyuki Ueda
- André Grandier – Taro Shigaki
- Axel von Fersen – Nachi Nozawa
- Rosalie – Rihoko Yoshida
- Madame du Barry – Ryôko Kinomiya
- Generał Jarjayes, ojciec Oscar – Kenji Utsumi
- Narrator – Noriko Ohara

## Adaptacje i utwory powiązane
Dzieło przyniosło autorce niemałą sławę i już po 6 latach Francuz Jacques Demy (twórca m.in. Parasolek z Cherbourga), we wnętrzach Wersalu, zrealizował filmową wersję komiksu, nadając mu nowy tytuł, pochodzący od imienia tytułowej Róży, Lady Oscar. Główna rola przypadła Catrionie MacColl. Obok niej wystąpili między innymi Barry Stokes i Christina Bohm – jako Maria Antonina. Film był wyświetlany we Francji, Anglii oraz Japonii (po angielsku, z japońskimi napisami), jednak nie odniósł spodziewanego sukcesu. W 1979 r. przy osobistym udziale autorki stworzono serial animowany pod tym samym tytułem. 
W 1986 powstała mangowa kontynuacja Róży Wersalu, Eikou no Napoleon – Eroica, osadzona w okresie napoleońskim. Z kolei w 1991 Ikeda opublikowała Aż do nieba – historię księcia Poniatowskiego). Ikeda jest też autorką innych mang osadzonych w tym okresie historycznym, m.in. Jotei Ecatherina (1982) o Katarzynie Wielkiej.